# مراد عارفف
مراد عارفف (۲۷ اوت ۱۹۳۵ – ۲۹ اکتبر ۲۰۱۸) از بازیگران سرشناس سینمای شوروی و تاجیکستان بود. او فرزند تحفه فاضلوا، هنرپیشهٔ مردمی تاجیکستان شوروی بود. شهرتش به خاطر بازی در نقش ابوعبدالله رودکی در فیلم قسمت شاعر و همچنین بازی در نقش ابن سینا است. وی در سن ۸۳ سالگی در شهر دوشنبه درگذشت.

## جوایز
- برندهٔ جایزهٔ بهترین بازیگر مرد برای فیلم قسمت شاعر. جشنواره فیلم آسیا و آفریقا در قاهره مصر. ۱۹۶۰ میلادی